# Kaixin001
Kaixin001 (chiń. 开心网) – chiński portal społecznościowy, znajdujący się w czołówce tego rodzaju witryn w kraju.
Został założony w 2008 roku. Serwis liczy ponad 100 mln zarejestrowanych użytkowników (doniesienia z 2011 roku).
W 2010 roku przychody Kaixin001 wyniosły 300 mln dolarów.